# Sant Sebastià de Castellserà
Sant Sebastià de Castellserà és una església de Castellserà (Urgell) inclosa a l'Inventari del Patrimoni Arquitectònic de Catalunya.

## Descripció
Ermita de reduïdes dimensions d'una sola nau coberta amb volta de canó amb llunetes que reposa damunt d'un fris sobresortit. Consta de cinc trams. L'absis és poligonal amb una coberta absidal. En el contracor hi veiem el petit rosetó ple de vitralls de color que donen lluminositat a l'ermita. Els arcs, inclòs el triomfal, són de mig punt i estan suportats per pilastres adossades. La portalada es caracteritza amb una arcada de mig punt on al centre hi ha un gran escut amb la data gravada de 1786. A la part del frontispici hi ha el rosetó amb vitralls de colors i més amunt és coronada per un simple campanar d'espadanya que alberga una campana.

## Història
Fou construïda en compliment d'un vot del poble per agrair la intersecció del Sant en el deslliurament d'una pesta.